# Paracis ceylonensis
Paracis ceylonensis är en korallart som först beskrevs av Thomson och Henderson 1905.  Paracis ceylonensis ingår i släktet Paracis och familjen Plexauridae. Inga underarter finns listade i Catalogue of Life.